# إذاعة سياسية حزبية

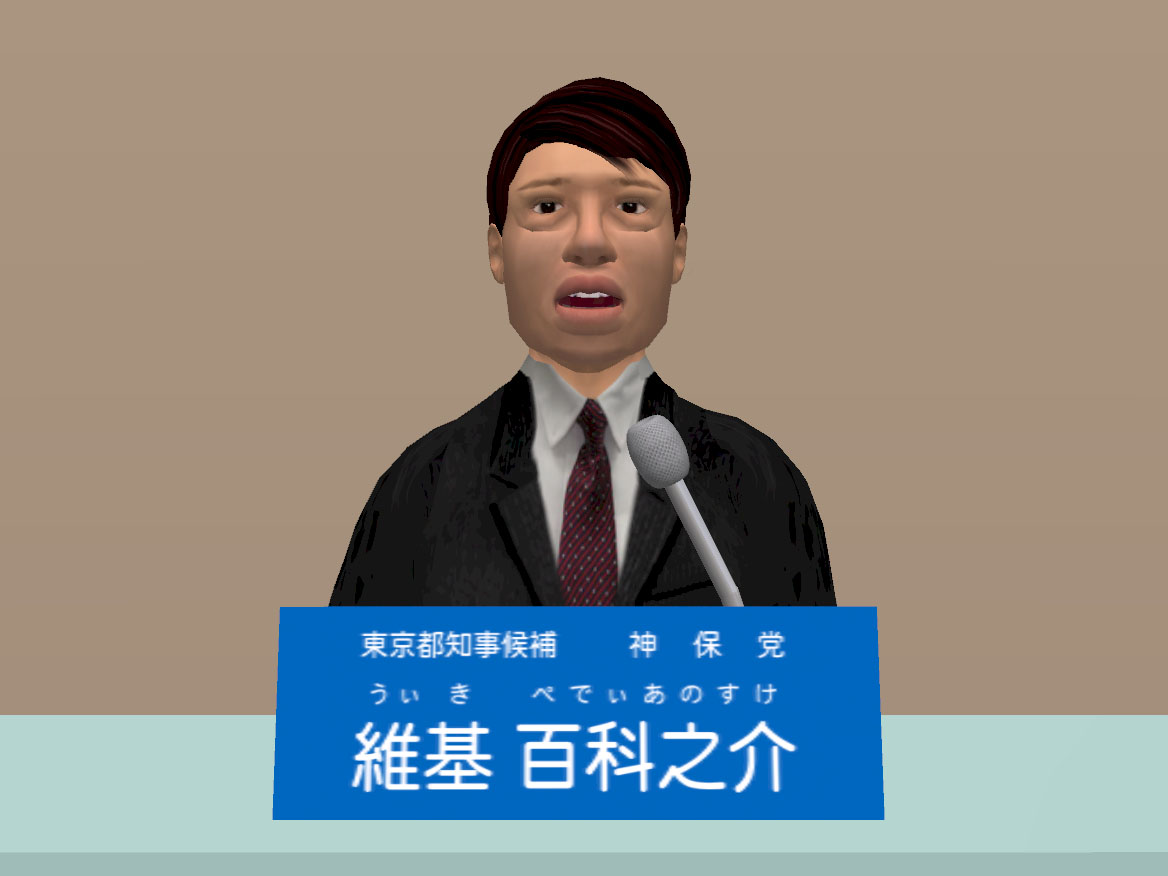

الإذاعة السياسية الحزبية (المعروفة أيضًا باسم الإذاعة الانتخابية الحزبية أو الإذاعة المؤتمرية الحزبية حسب تاريخ الإذاعة) هي إذاعة عبر التليفزيون أو الراديو يقوم بها حزب سياسي.
في المملكة المتحدة، تُعَد الدعاية السياسية عبر التليفزيون أو الراديو غير قانونية، لكن يُخصَص للأحزاب عوضًا عن ذلك فترات إذاعة بجميع القنوات التليفزيونية الأرضية التقليدية. ويُمنَح كل حزب يومًا محددًا لإذاعة جزء من الدعاية لمدة خمس دقائق.
يوجد نمط مشابه لذلك في جمهورية أيرلندا. لكن نظرًا للعدد الأكبر من الأحزاب الأصغر حجمًا التي يتم تمثيلها في مجلس دايل إيرين، قد لا يتجاوز الوقت المُخصَص لكل حزب دقيقة أو اثنتين.
في آسيا ، كان البث السياسي للأحزاب موجودًا في سنغافورة منذ عام 1980 ، حيث يُعرف باسم البث الحزبي السياسي. في اليابان ، تُعرف الإذاعات السياسية الحزبية باسم Seiken hōsō (政見 放送). يُعرف البث السياسي الحزبي في البرازيل باسم هوريو بوليتيكو. في تشيلي ، تُعرف الإذاعات السياسية الحزبية باسم franja electoral.

## وصلات خارجية
- Party political broadcasts in the UK